# Cetshwayo
Cetshwayo kaMpande (1826 circa – Eshowe, 8 febbraio 1884) è stato re degli Zulu dal 1872 al 1879 e il loro leader durante la guerra Zulù.
Il suo nome è stato trascritto anche come Cetawayo, Cetewayo, Cetywajo e Ketchwayo.
Cetshwayo era figlio del re zulù Mpande, fratellastro del re zulù Shaka. Nel 1856 sconfisse e uccise in battaglia il fratello minore Mbuyazi, favorito di Mpande, e divenne l'effettivo governante degli zulù. Tuttavia, non ascese realmente al trono perché il padre era ancora in vita.
L'altro fratello, Umtonga, era ancora un potenziale rivale e Cetshwayo lo sapeva bene. Per cui, nel 1861, Umtonga si rifugiò presso i Boeri e Cetshwayo dovette trattare con loro per riaverlo indietro. Nel 1865 Umtonga fece la stessa cosa, ed apparentemente fece pensare a Cetshwayo che avrebbe potuto sostituirlo come suo padre aveva rimpiazzato il suo predecessore Dingane.
Mpande morì nel 1872 e Cetshwayo fu incoronato re il 1º settembre. Come da tradizione fondò una nuova capitale per la nazione e la chiamò Ulundi (il luogo alto). Ingrandì l'esercito, ripristinò molte delle usanze di Shaka e dotò i suoi Impi di moschetti, per la maggioranza vecchi Brown Bess inglesi. Bandì i missionari europei dalla sua terra. Potrebbe aver incitato altri popoli nativi africani a ribellarsi ai Boeri nel Transvaal.
Nel 1878 Sir Henry Bartle Frere, commissario britannico per il Sudafrica, cominciò a richiedere azioni riparatorie per gli sconfinamenti zulù. Queste richieste irritarono molto Cetshwayo che mantenne la calma fino a che Frere non gli richiese di disperdere completamente il suo esercito. Il suo rifiuto condusse alla guerra anglo-zulu nel 1879. Dopo alcune sconfitte iniziali, come la battaglia di Isandlwana, i britannici incominciarono ad accumulare successi su successi fino a che la capitale Ulundi fu catturata e messa a ferro e fuoco il 4 luglio. Dopo la battaglia Cetshwayo cercò rifugio nella foresta di Ngoma, ma finì catturato dalle forze inglesi il 26 agosto. Fu deposto, bandito dallo Zululand ed esiliato agli arresti domiciliari a Città del Capo. Tre anni dopo fu portato a Londra, dove venne addirittura presentato alla Regina Vittoria, cui fece una buona impressione. Cetshwayo ritornò in Sudafrica solo nel 1883.
Nel 1882 i contrasti fra due fazioni zulù, quella pro-Cetshwayo e quelle di tre capi rivali Usibepu, sfociarono in una faida di sangue e nella guerra civile. Nel 1883, gli Inglesi provarono a ristabilire Cetshwayo come re almeno del suo territorio precedente, ma fallirono. Il capo Usibepu iniziò una guerra per contestare la successione e con l'aiuto della cavalleria mercenaria boera, il 22 luglio del 1883 attaccò il nuovo palazzo di Cetshwayo a Ulundi. Cetshwayo fu ferito ma riuscì a scappare nella foresta di Nkandla. A seguito delle richieste del Commissario Residente, sir Melmoth Osborn, il re si trasferì a Eshowe, dove morì alcuni mesi dopo, all'età di cinquantasette anni, probabilmente avvelenato. Il suo corpo è stato sepolto all'interno della foresta, nascosto alla vista, a sud del fiume Nkunzane.
Moriva così nel febbraio del 1884, ultimo re di una nazione Zulù indipendente. Il figlio di Cetshwayo, Dinuzulu, come erede al trono, fu proclamato re il 20 maggio 1884, sostenuto da (altri) mercenari boeri.